# Різдво Христове
Різдво́ Христо́ве (грец. Χριστούγεννα, трансліт. Khristoúgenna, лат. Christi Natalis, англ. Christmas), також Різдво́ Госпо́днє (лат. Natalis Domini), або Різдво́ (лат. Natalis) — у християнстві день народження Ісуса Христа від Діви Марії у Вифлеємі. Згадується у Новому Заповіті. Одна з найбільших урочистостей, що відзначається християнськими церквами (католицькою, православною і протестанською). Різдво завершує різдвяний піст (Адвент), час очікування на прихід Ісуса.
З 2023 року Різдво Христове в Україні відзначається 25 грудня, як і в усіх інших країнах, що відзначають нерухомі свята за григоріанським і новоюліанським календарями.
У деяких державах, в яких християнські церкви дотримуються юліанського календаря, Різдво відзначається 7 січня (оскільки за юліанським календарем 25 грудня у XX–XXI століттях припадає на цю дату). Від 2017 до 2023 року обидві дати були вихідними днями в Україні (до цього від 1991 року було лише 7 січня).
Кульмінація свята — урочиста літургія, що правиться на Святий Вечір; у східній традиції правиться літургія Василія Великого. Після служби християни збираються родиною на святу вечерю. Атрибути свята — вертеп, Різдвяна зірка (Звізда), вистави, ярмарок, пісні, колядки, різдвяні вінки, ялинки тощо. В Україні святкується з середньовіччя.
Період різдвяних свят триває до 6 січня за григоріанським і новоюліанським календарями, і до 19 січня — за юліанським календарем. У цей період християни й усі люди доброї волі покликані чинити справи милосердя.
Деякі групи доктринальних протестантів не святкують Різдво, оскільки в Біблії немає згадки про дату народження Ісуса.

## Різдво в Євангеліях

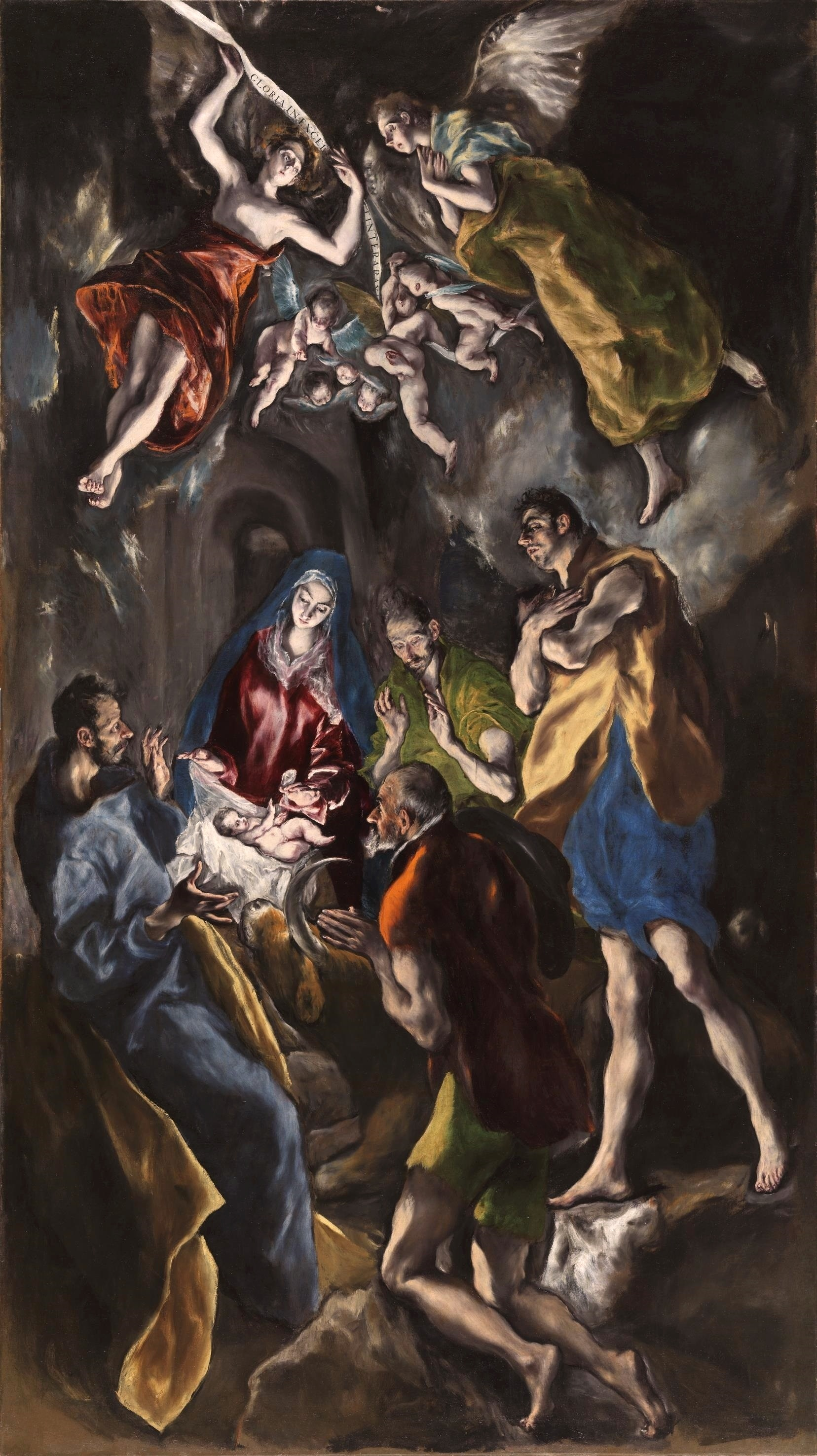
Ель Греко. «Різдво»

Згідно з Євангелієм від Луки (Лк. 2:1–7), Ісус Христос народився в часи правління імператора Августа в юдейському місті Вифлеємі у сім'ї теслі Йосипа Обручника з Назарету та Марії. Йосип із Марією прибули до Вифлеєма для участі в переписі населення (Лк. 2:1–2), який проводили за наказом імператора Августа, коли Сирією правив Квіріній. Родина була змушена переночувати в печері, що використовувалася як хлів для укриття худоби від непогоди, оскільки не було місця в заїзді. Під час народження Ісуса Христа зійшла Вифлеємська зірка, яка вказала на цю подію мудрецям зі Сходу. Першими прийшли поклонитися Ісусові пастухи, яким про цю подію сповістив янгол. Волхви прийшли в Єрусалим і розпиталися у царя Ірода про царя юдейського, чим стривожили його. Придворні книжники та первосвященники відповіли мудрецям, що, згідно з пророцтвом, цар мав народитися у Вифлеємі юдейськім. Тоді Ірод покликав мудреців і відправив їх до Вифлеєму вивідати все і йому доповісти. Вони знайшли Ісуса вже у домі (Мт. 2:11) та піднесли Христу дарунки: золото, ладан і смирну. Попереджені вві сні, мудреці повернулись іншою дорогою додому (Мт. 2:12).
Довідавшись про народження Христа, цар Юдеї Ірод велів повбивати всіх дітей до 2-річного віку, але Христос був чудом врятований від смерті. Попереджений ангелом (Мт. 2:13), Йосип забрав сім'ю та утік до Єгипту, де перебув до смерті Ірода.

## Дата народження Христа
Історично достовірна дата народження Христа наразі невідома. Святе Письмо не вказує ні дня, ні року, коли саме народився Христос, що дає підставу окремим християнським течіям відмовлятися від святкування Різдва.
Розрахунки, покладені в основу нашої ери, були зроблені 525 року римським монахом, папським архіваріусом Діонісієм Малим, який спирався на дані Хронографічного збірника 354 року (лат. Chronographus anni CCCLIIII). У цих збірках народження Ісуса віднесено до року консульства Гая Цезаря Віпсаніана і Емілія Павла, тобто на 1 рік н. е. Запис у Хронографі 354 року має такий вигляд: Hos cons. dominus Iesus Christus natus est VIII Kal. Ian. d. Ven. luna XV («При цих консулах Господь Ісус Христос народився у 8-й день до січневих календ у п'ятницю 15-й місяця»).
Пізніші дослідники знайшли, що ця дата є помилковою, а Христос народився на 5 чи 6 років раніше, між 748 і 749 роком римського літочислення, як на те вказує рік смерті Ірода І Великого († 4 до н. е. — тобто 748 Ab Urbe condita) та астрономічні підрахунки, які врахували також згадку про затемнення Місяця, про яку говорять тодішні історики. На час народження Ісуса Христа за життя Ірода І Великого вказує нам і першоджерело — Євангеліє від Матвія (Мт. 2:16).
Також у Євангелії від Луки (Лк. 2:1, 2) про цей час написано, що тоді відбувся перший перепис у Юдеї, а владу мав над нею намісник римського імператора Октавіана Августа — Квіріній. Про другий перепис, що відбувся між 6–8 роками, згадує також Йосип Флавій у творі «Єврейські старожитності» (лат. Antiquitates Judaicae) XVIII, 1.
Слід звернути увагу, що Православна церква традиційно звертає увагу на умовність дати Різдва, водночас ця дата є важливою у розробці плану богослужінь протягом року і розрахунку пасхалії. Також слід звернути увагу, що юліанський календар був розроблений ще до народження Ісуса в 46 р. до Р. Х. імператором Юлієм Цезарем за участю олександрійського астронома Созігена.

### Історія дати

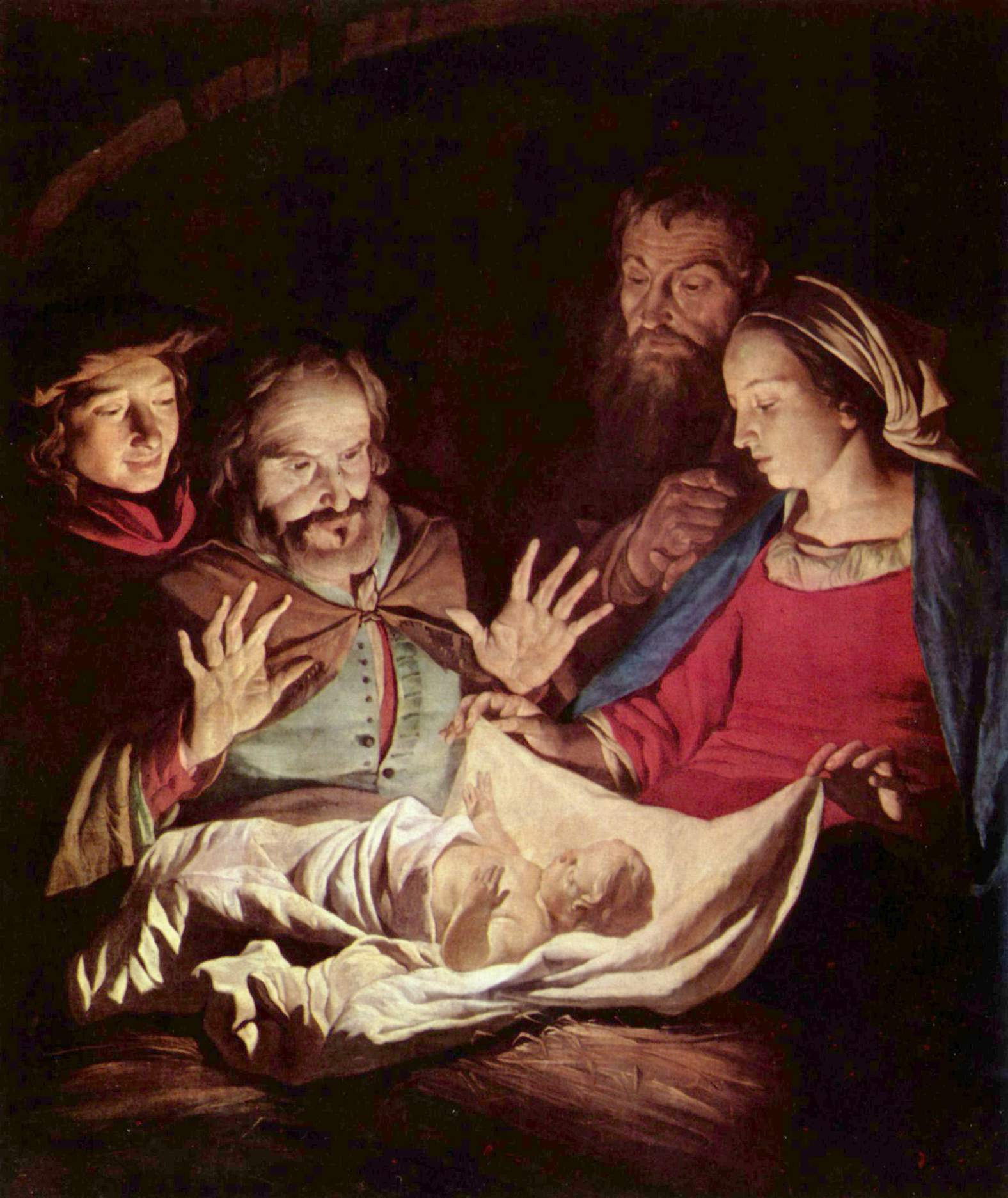
Похвала від пастухів, Герріт ван Гонтгорст, XVII ст.

Спочатку єдиної дати святкування народження Христа не існувало. Ориген Александрійський навіть висміював практику римлян відзначати дні народження, вказуючи на те, що Різдво Христове не може бути позначене простими святкуваннями. Климент Александрійський (150 — б. 215) писав не без іронії про тих, що покладають точну дату народження Христа на 20 травня (чи 20 квітня) 28 року Августового урядування, себто на третій рік нашого сучасного літочислення. Сам він указував на 17 листопада того ж року як на день народження Ісуса Христа, але, на жаль, не залишив жодних вказівок на те, чим він цю дату обґрунтовував. Пізніше день народження Христа пов'язували з початком весни, який за юліанським календарем припадав на 25 березня, бо на цей день, мовляв, припадало народження світу.
Водночас на сході Різдво довгий час святкували разом зі святом Богоявлення 6 січня. Це свято поєднувало у собі і Христове Різдво, і Хрещення Ісуса в ріці Йордані. Грецьке слово «Епіфанія» чи «Теофанія», що означає «З'явлення» чи «Богоявлення», у перших століттях християнства означало не тільки появу Ісуса Христа при його хрещенні, а і його появу на Землі, тобто його народження.
У перші століття деякі церкви, передусім Західна, з ознакою Богоявлення пов'язували не тільки Христове Різдво і його Хрещення, а й поклоніння трьох мудреців, чудо в Кані Галілейській, чудесне розмноження хліба, а подекуди навіть і воскресіння Лазаря, бо всі ці події — це свідчення Богоявлення, появи Бога на Землі. І саме святкування великої кількості подій із життя Ісуса Христа разом з ознаками Богоявлення було однією з головних причин, через яку Західна Церква перша відділила Христове Різдво від Богоявлення і почала святкувати його окремо.
Вперше в збережених історичних джерелах «25 грудня» як дата народження Христа вказана Діонісієм Філокалом у Хронографі 354 року, який своєю чергою спирається на джерела 336 року, що написані за рік до смерті Констянтина Великого. У восьмому розділі твору серед списку римських консулів записано: «Христос народився під час консульства С. Augustus та L. Aemilianus Paulus 25 грудня, у п'ятницю, 15 дня нового місяця». З цього джерела також зрозуміло, що ця дата була святковою для літургійного служіння у Римі, проте відколи вона встановлена перед 336 роком — невідомо. Не збереглися також джерела, що вказували б на те, що протягом трьох перших сторіч християни мали окремо встановлене свято Христового Різдва. Рішення про святкування Різдва Христового 25 грудня було прийнято на Ефеському (Третьому Всесвітньому) церковному соборі в 431 році.

### Сучасність
Римо-католицька церква, Українська греко-католицька церква, більшість протестантських, і також автокефальних православних церков: Вселенський патріархат Константинополя (крім Афону), Грецька православна церква Александрії, Грецька православна церква Антіохії, Румунська православна церква, Болгарська православна церква, Церква Кіпру, Церква Греції, Православна автокефальна церква Албанії, Православна церква Чеських земель і Словаччини, Православна церква України та Православна церква Америки святкують Різдво в ніч із 24 на 25 грудня.
Грецька православна церква Єрусалима, Московський патріархат, Грузинська апостольська автокефальна православна церква, Сербська православна церква, Польська автокефальна православна церква, Македонська православна церква — Охридська архієпископія й деякі протестанти, що дотримуються юліанського календаря святкують Різдво Христове в ніч на 7 січня. Польська автокефальна православна церква використовує як юліанський календар, так і новоюліанський. Хоча офіційним календарем є юліанський календар, проте частина парафіян використовує також новоюліанський календар.
Різдво в ніч з 6 на 7 січня зустрічають також деякі Орієнтальні церкви: Коптська православна церква Александрії (приблизно 10 мільйонів членів у всьому світі), Еритрейська православна церква Тевахедо (понад 3 млн вірян), Еритрейська католицька церква (168 тис. вірян), Етіопська православна церква Тевахедо (36 млн вірян) й Етіопська католицька церква (71 тис. вірян). Це понад 52 млн вірян.
Варто зауважити, що Вірменська апостольська церква святкує Різдво Христове 6 січня, в один день з Хрещенням Господнім, а оскільки Єрусалимський вірменський патріархат використовує юліанський, а не григоріанський календар, то їхнє Різдво Христове й Хрещення Господнє припадає на 19 січня.
Оскільки в деяких країнах святкування 25 грудня пов'язується з католицицтвом, а 7 січня — з православ'ям, першу дату часто помилково називають «католицьким Різдвом», а другу — «православним Різдвом».
Святкування Різдва 7 січня (що поки відповідає 25 грудня за старим юліанським календарем) характерне для XX та XXI століть. У XIX ст. цей день припадав на 6 січня, а у XXII ст. припадатиме на 8 січня. З початком російсько-української війни та після того, коли 2017 року 25 грудня за григоріанським календарем стало державним вихідним в Україні, питання щодо перенесення святкування на 25 грудня неодноразово піднімається щороку, аби всі християнські віряни України святкували Різдво в один день разом із більшістю християн світу. Предстоятель ПЦУ митрополит Епіфаній у грудні 2020 року заявив, що така зміна дати в Україні можлива після того, коли до такого рішення буде готова як церква, так і віряни після проведення просвітницької роботи. Було зазначено, що перенесення Різдва Господнього потягне за собою зміну дат усіх нерухомих свят на 13 днів назад. Предстоятель УГКЦ Верховний архієпископ Святослав у грудні 2020 року заявив, що греко-католицька церква вирішуватиме це питання «разом із нашими православними братами». Він також зауважував, що це питання не належить до догматичних, воно має долати церковні розколи, а не спричиняти нові; на його думку, перехід до святкування Різдва за новим стилем, тобто 25 грудня, повинен відбуватися з ініціативи мирян. 18 жовтня 2022 року Православна церква України дозволила єпархіям проводити богослужіння на Різдво Христове за новоюліанським календарем, тобто 25 грудня. 24 травня 2023 року на Архієрейському Соборі, що проходив у Києво-Печерській лаврі, було прийнято постанову, згідно з якою Православна церква України переходить на новоюліанський календар, крім пасхальних свят.
Орієнтальна Вірменська апостольська церква святкує Різдво Господнє 6 січня, в один день із Богоявленням за григоріанським календарем. Вірменський патріархат у Єрусалимі відзначає свята за юліанським календарем, відповідно Різдво Господнє разом із Богоявленням припадає на 19 січня.
| Церква | Дата                                               | Календар       | Григоріанський | Примітка |
| --- | -------------------------------------------------- | -------------- | -------------- | --- |
| Церкви Західного християнства: Латинська церква; Англіканська церква та інші протестанські церкви Східні католицькі церкви: Албанська греко-католицька церква, Білоруська греко-католицька церква, Вірменська католицька церква, Греко-католицька церква Хорватії та Сербії, Італо-албанська католицька церква, Коптська католицька церква, Македонська греко-католицька церква, Маронітська церква, Мелькітська греко-католицька церква, Сирійська католицька церква, Сиро-малабарська церква, Сиро-маланкарська католицька церква, Словацька греко-католицька церква, Угорська греко-католицька церква, Українська греко-католицька церква, Халдейська католицька церква Церкви Сходу: Ассирійська церква Сходу та Давня церква Сходу | 25 грудня                                          | Григоріанський | 25 грудня      | |
| Східні православні церкви, включаючи: Вселенський патріархат Константинополя, Грецька православна церква Александрії, Грецька православна церква Антіохії, Румунська православна церква, Болгарська православна церква, Церква Кіпру, Церква Греції, Православна автокефальна церква Албанії, Православна церква Чеських земель і Словаччини, Православна церква України та Православна церква Америки Орієнтальні православні церкви: Сирійська православна церква та Маланкарська православна сирійська церква Східні католицькі церкви: Болгарська греко-католицька церква, Греко-візантійська католицька церква, Румунська греко-католицька церква                                                                                  | 25 грудня                                          | Новоюліанський | 25 грудня      | Новоюліанський календар використовується з початку 20 століття і до 28 лютого 2800 року буде повністю збігатися з григоріанським                                            |
| Орієнтальна православна Вірменська апостольська церква | 6 січня                                            | Григоріанський | 6 січня        | Не дотримуючись рішень Ефеського собору, Вірменська церква відзначає Різдво Христове 6 січня одночасно з Богоявленням, як це робили ще ранні християни у третьому столітті  |
| Східні православні церкви: Грецька православна церква Єрусалима, Московський патріархат, Грузинська апостольська автокефальна православна церква, Сербська православна церква, Польська автокефальна православна церква, Македонська православна церква — Охридська архієпископія Східні католицькі церкви: Російська греко-католицька церква | 25 грудня                                          | Юліанський     | 7 січня        | Відповідність між 25 грудня за юліанським календарем та 7 січня за григоріанським триває до 2099 року; з 2100 року 25 грудня за юліанським календарем відповідатиме 8 січня |
| Орієнтальна Коптська православна церква Александрії | 29 хояка (відповідає юліанському 25 грудня)        | Коптський      | 7 чи 8 січня   | У коптському календарі у високосному році додатковий день є у вересні, тож наступна дата 29 хояка випадає один день пізніше, ніж у юліанському і григоріанському календарях |
| Орієнтальні Етіопська православна церква Тевахедо і Еритрейська православна церква Тевахедо; східні Еритрейська католицька церква і Етіопська католицька церква | 29 чи 28 Тахсас (відповідає юліанському 25 грудня) | Ефіопський     | 7 січня        | |
| Вірменський патріархат у Єрусалимі | 6 січня                                            | Юліанський     | 19 січня       | Відповідність між 6 січня у юліанському календарі та 19 січня у григоріанському триває до 2100 року; з 2100 року 6 січня за юліанським календарем відповідатиме 20 січня    |

## Святкування

### Західна традиція
Закон про загальне святкування свята Різдва Христового містився у кодексах імператора Теодосія з 438 року й імператора Юстиніяна. Проте у Римі почали відзначати у цей день Різдво значно раніше.
Існують дані про те, що вперше 221 р. Секст Юлій Африкан відносив день народження Христа на 25 грудня. Визначення цієї дати було зроблено, мабуть, на тій підставі, що сотворіння світу, як згадано, починали з 25 березня, і на цей же день припадало Благовіщення, а 9 місяців пізніше мало бути й Різдво.
Існують дані, що Різдво святкували окремо 25 грудня в Римі вже 353 року, бо з промови Папи Римського Ліберія 352 р. легко зробити висновок, що того року Різдво святкувалося разом із Богоявленням, а в так званому Хронографі Філокалюса з 354 року поміж християнськими святами числиться вже й Різдво 25 грудня. У Католицькій церкві Різдво має найвищий статус торжества.
Встановлення дати святкування 25 грудня імовірно було пов'язане з Римським святом Непереможного Сонця (Dies Natalis Solis Invicti), введеним імператором Авреліаном 274 року і пов'язаним із переходом Сонця через точку зимового сонцестояння і, відповідно, зі збільшенням тривалості дня. На цей символічний зв'язок пізніше вказували отці Церкви, зокрема Іван Золотоустий: «Люди називають святий день Народження Господнього днем нового сонця…» і Аврелій Авґустин: «Ми святкуємо день 25 грудня не задля народження сонця, а задля народження Того, хто те сонце сотворив». В сучасності святкування тривають починаючи за 5 днів до самого Різдва та ще 6 після нього, тобто з 20 грудня до 31 грудня.

### Східна традиція
Вирішальну роль у впровадженні окремого свята Різдва Христового на Сході зіграли три отці Східної церкви — святий Василій Великий, святий Григорій Богослов і святий Іван Золотоустий. Під їхнім впливом святий Григорій Богослов запроваджує це свято у Константинополі. Василій Великий святкував Христове Різдво 25 грудня в Каппадокії між 371 і 374 роками. Йому приписують одну проповідь на Христове Різдво.
В Єрусалимі натомість Різдво святкували разом із Богоявленням аж до 634 року. Службу на свято Христового Різдва уклали Роман Сладкопівець, патріарх Герман, Андрій Критський, Йоан Дамаскин, Косма Маюмський і патріарх Анатолій. У IV ст. Олена Константинопольська, мати імператора Костянтина Великого, побудувала у Вифлеємі храм на честь Христового Різдва.
Слід зазначити, що стосовно святкування Богоявлення та Різдва між Сходом і Заходом довго не було згоди. Навіть наприкінці IV століття, коли ці два свята вже святкувала вся християнська Церква, зміст, що вкладався в ті свята, був і, до певної міри, залишився різний — на Заході 25 грудня святкували тільки день народження Христа, на Сході додавали до нього згадку про прихід волхвів і присвячували Народженню Христа нічну службу, а поклонінню волхвів день. Друге розходження виникло щодо свята Богоявлення: у латинян головна точка цього свята — прихід волхвів чи царів — у греків цей момент зовсім тоді не існував. Греки згадують тоді хрещення Христа в Йордані, а в латинській Церкві цей факт ледве згадується. Нарешті, грецьке Богоявлення цілковито поминає чудо в Каннах, що в латинян припадає теж на цей день.

## Значення Різдва в православ'ї
Для православних Різдво є одним із найбільших свят, свято на честь того, що сам Бог, Творець неба і землі, Всемогутній, втілився, став людиною, щоб спасти всіх людей, допомогти їм побачити правильний шлях у житті.
Різні люди та різні напрямки християнства можуть по-різному трактувати природу Бога й Ісуса Христа. Православне трактування в цьому випадку спирається на православний Символ віри, перші три складники якого говорять щодо цього таке:
- 1-й член: Вірую в Єдиного Бога Отця, Вседержителя, Творця неба і землі, всього видимого й невидимого
- 2-й член: І в Єдиного Господа Ісуса Христа, Сина Божого, Єдинородного, що від Отця народився перше всіх віків, Світло від Світла, Бога істинного від Бога істинного, рожденного, несотворенного, єдиносущного з Отцем, що через Нього все сталося. Він для нас, людей, і ради нашого спасіння зійшов з небес, і воплотився від Духа Святого і Марії Діви, і став чоловіком.
- 3-й член: І в Духа Святого, Господа, Животворящого, Котрий від Отця походить, і Йому з Отцем і Сином однакове поклоніння і слава, він бо говорив через пророків.

Аттика, архієпископ Константинопольський каже:
Нині Владика Христос прийняв народження по людинолюбству; бо народження по божественній гідності було раніше… Слово по людинолюбстві виснажується, будучи за своєю природою невичерпним; бо «Він умалив Самого Себе, прийнявши вигляд раба», (Флп. 2:7). Безтілесний для тебе втілюється; бо «Слово плоть стало» (Ів. 1:14). Невідчутний через безтілесної природу може пізнатися за допомогою дотику. Безначальний буває під тілесним початком; досконалий зростає; незмінний процвітає; багатий народжується в вертепі; той хто одягає небо хмарами одягається пеленами; цар покладається в яслах.

### Дохристиянські звичаї у християнському Різдві
Свята Церква, святі отці та прості миряни Київської Русі, нащадки колишніх язичників, утверджуючи християнство, зокрема православ'я, утверджуючи вчення про єдиного Бога і про єдину вселенську Істину, борючись із язичництвом, у міру своїх знань і досвіду, намагалися відділити грішне (помилкове) від праведного (істинного) у ньому. Це дало змогу, змінивши язичницьку атрибутику або переосмисливши її у християнському контексті, зберегти чимало з того, що було в язичництві, зокрема сільськогосподарський хліборобський календар, деяку термінологію у перекладі текстів тощо. Отож в Україні, як і в інших країнах світу, день початку нового сонячного хліборобського року і день народження язичницького бога сонця Коляди, змінили на християнське свято Різдво — свято народження Божого Сина, Спасителя світу.
Відповідно була змінена й обрядовість, магічні дії й обряди язичництва стали називатись стародавніми традиціями (дідух, коляда, колядки), дещо замінені на молитви й обряди прославлення і прохання до Всевишнього, щоб наступного року він дав людям добрий урожай. Відповідно до нового вчення був дещо переосмислений щодо символіки і обрядовості, але по суті залишений без змін, язичницький звичай поминання предків, старих дідів, праотців, які, згідно з православним ученням, за свої добрі вчинки, зокрема стосовно своєї родини, мають вічне життя у Бога в небесних поселеннях серед святих і праведників. Як і на святковому богослужінні, у святкуванні Різдва мали брати участь усі приналежні до родинного кола. Власне на Святому Вечорі зосереджується головна увага свята, а на саме Різдво відбувається тільки Служба Божа в церкві та відвідування і гостювання родичів і знайомих із відповідними розвагами та забавами.

## Святкування в Україні

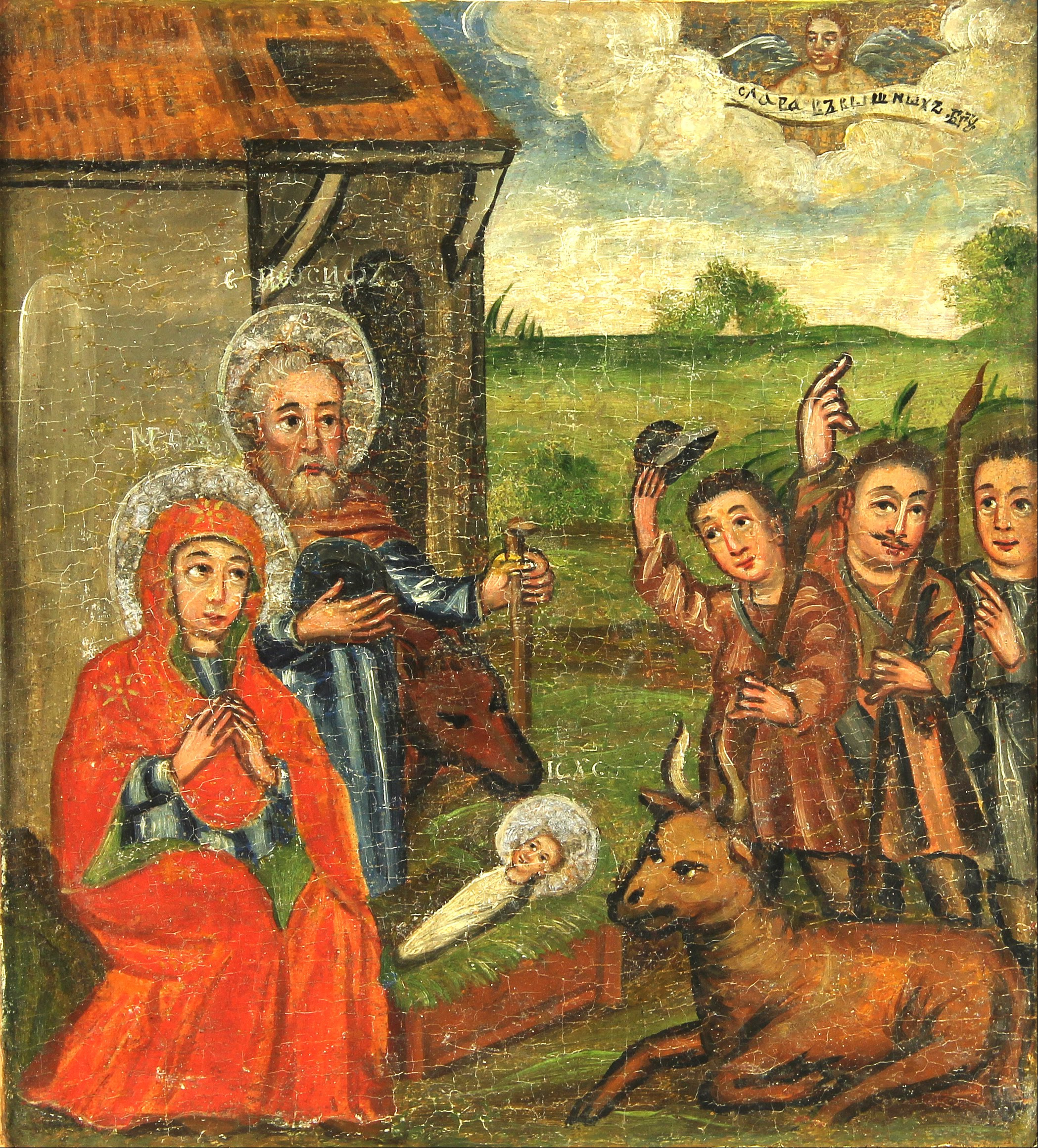
«Поклоніння пастухів» (з празничного ряду іконостасу). ІІ пол. XVII ст. Львівська область.

Другий день Різдва називався колись Пологом Богородиці, у лемків Вимітним днем, бо того дня ходили по хатах чоловіки (мабуть, парубки) і замітали за тамтешню дівчину, за що діставали від господарів «почесне».
З початком Різдва вже можна було вживати скоромне. Власне до цього свята в кожному господарстві кололи свиней, щоб наготувати різноманітні м'ясні страви.
Відтак по полудню старші люди збиралися в гурти, а молодь починала колядувати (у деяких регіонах колядники водили свої ватаги навіть напередодні — пізнього святвечора).
На Покутті діти йдуть колядувати вже на Святий вечір; на Слобожанщині та Гуцульщині — у перший день Різдва після того, як у церкві закінчиться Богослужіння; на Західному Поділлі — зранку на другий день свят.
Парубки на святкування Різдва збирались ватагою й вирушали колядувати. Одному з них надавали роль міхоноші, іншими словами — кози або ж пастуха. Такого колядувальника одягали у вивернутий назовні кожух, надягали солом'яні роги й вішали невеликий дзвіночок на шию.
Ватаги ходили з двору до двору й питали дозволу колядувати. Під час колядування колядники хвалили господаря, господиню, їхніх дітей і бажали, щоб хата була багатою, «щоб і в полі буйно, і в оборі плідно, на пасіці рійно».

### Регіональні відмінності святкування
У деяких місцевостях України, крім хлопчачих, були й дівочі ватаги. Вважалося, що чим більше колядників відвідає оселю, тим щедрішим буде для родини рік. Віншувальників намагалися відповідно ощедрити. Отримані продукти й гроші молодь віддавала на «великі вечорниці», які справляли на другий день свят. Це були суто молодіжні розваги.

## Вихідний день

Країни, в яких Різдво є державним святом, мають сірий колір, решта 39 країн позначені коричневим:
світло-коричневим — країни, де Різдво не є державним святом, але неофіційно відзначається;
темно-коричневим — країни, де Різдво не святкується.

### Один вихідний день
- Португалія — 25 грудня
- США — 25 грудня
- Україна — 25 грудня[29]
- Канада — 25 грудня
- Вірменія — 6 січня[30]
- Грузія — 7 січня[31]
- Сербія — 7 січня[31]
- Чорногорія — 7 січня[31]
- Північна Македонія — 7 січня[31]
- Киргизстан — 7 січня[31]
- Росія — 7 січня
- Казахстан — 7 січня

### Два вихідні дні
- Німеччина — 25 грудня, 26 грудня
- Білорусь — 25 грудня, 7 січня
- Молдова — 25 грудня, 7 січня[32]
- Польща — 25 грудня, 26 грудня
- Іспанія — 25 грудня, 26 грудня
- Фінляндія — 25 грудня, 26 грудня
- Велика Британія — 25 грудня, 26 грудня
- Греція — 25 грудня, 26 грудня
- Угорщина — 25 грудня, 26 грудня
- Італія — 25 грудня, 26 грудня
- Ірландія — 25 грудня, 26 грудня
- Люксембург — 25 грудня, 26 грудня
- Нідерланди — 25 грудня, 26 грудня
- Швеція — 25 грудня, 26 грудня

### Три вихідні дні
- Болгарія — 24 грудня, 25 грудня, 26 грудня
- Латвія — 24 грудня, 25 грудня, 26 грудня
- Литва — 24 грудня, 25 грудня, 26 грудня
- Чехія — 24 грудня, 25 грудня, 26 грудня
- Словаччина — 24 грудня, 25 грудня, 26 грудня
- Данія — 24 грудня, 25 грудня, 26 грудня
- Норвегія — 24 грудня, 25 грудня, 26 грудня
- Естонія — 24 грудня, 25 грудня, 26 грудня

## Сучасне християнське літочислення
У всіх державах Європи та більшості країн світу сучасне літочислення нашої ери, включно з XXI століттям та 3-тім тисячоліттям ведеться від Різдва Христового і позначається латинською Anno Domini, або скорочено: A.D./AD. Повністю фраза звучить: лат. Anno Domini Nostri Iesu Christi (в рік Господа нашого Ісуса Христа). За таким літочисленням нульового року немає, тому 1 рік AD (нової ери) йде відразу ж після 1 року до Різдва Христового (до нової ери). В українській мові вживається відповідник «рік Божий», «року Божого» (р. Б.).